# Karel Jan Rudzinsky

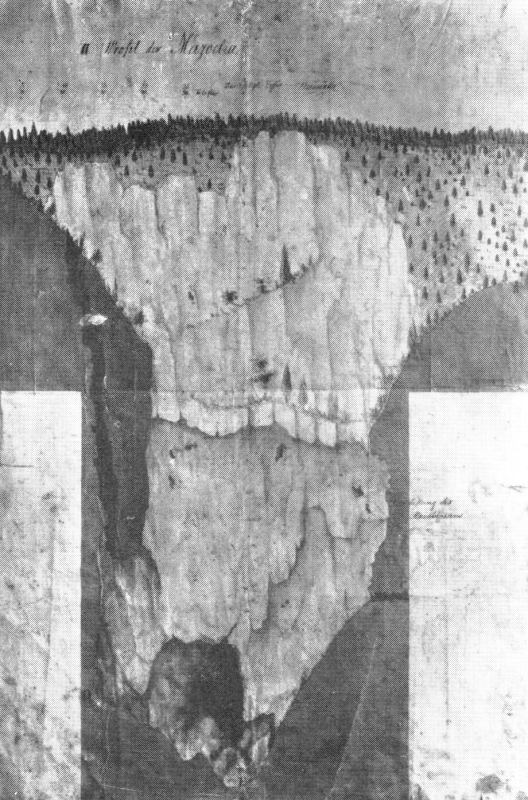
Rudzinského profil Macochy

Karel Jan Rudzinsky (2. června 1751 Opava – 28. dubna 1818 Brno) byl architekt a ředitel knížecích lichtenštejnských hamrů na jejich pozořickém panství v Adamově a v Josefově.

## Život
Narodil se v Opavě v rodině Matyáše Josefa Rudzinského, který byl potomkem polské šlechty z Mazurska. Otec byl vysoce postaveným úředníkem u Lichtenštejnů a v jeho šlépějích pokračoval i Karel. Ten kromě své práce měl i velkou zálibu, kterou byla příroda v Moravském Švýcarsku, jak se tehdy říkalo Moravskému krasu. Začal sbírat minerály a zkameněliny. 26. června 1784 podnikl výpravu na dno Macochy, kterou zmapoval. O této výpravě podal osobně zprávu císaři Josefu II., od něhož získal darem zlatou tabatěrku. Později byl jmenován hospodářským radou.
V roce 1790 pracoval na valtickém zámku na stavbě zámeckého divadla a na dalších drobných úpravách předzámčí. Divadlo ještě v roce 1793 rozšířil.
Zemřel v Brně v Dřevní ulici, dům č. 131.